# Кауравы

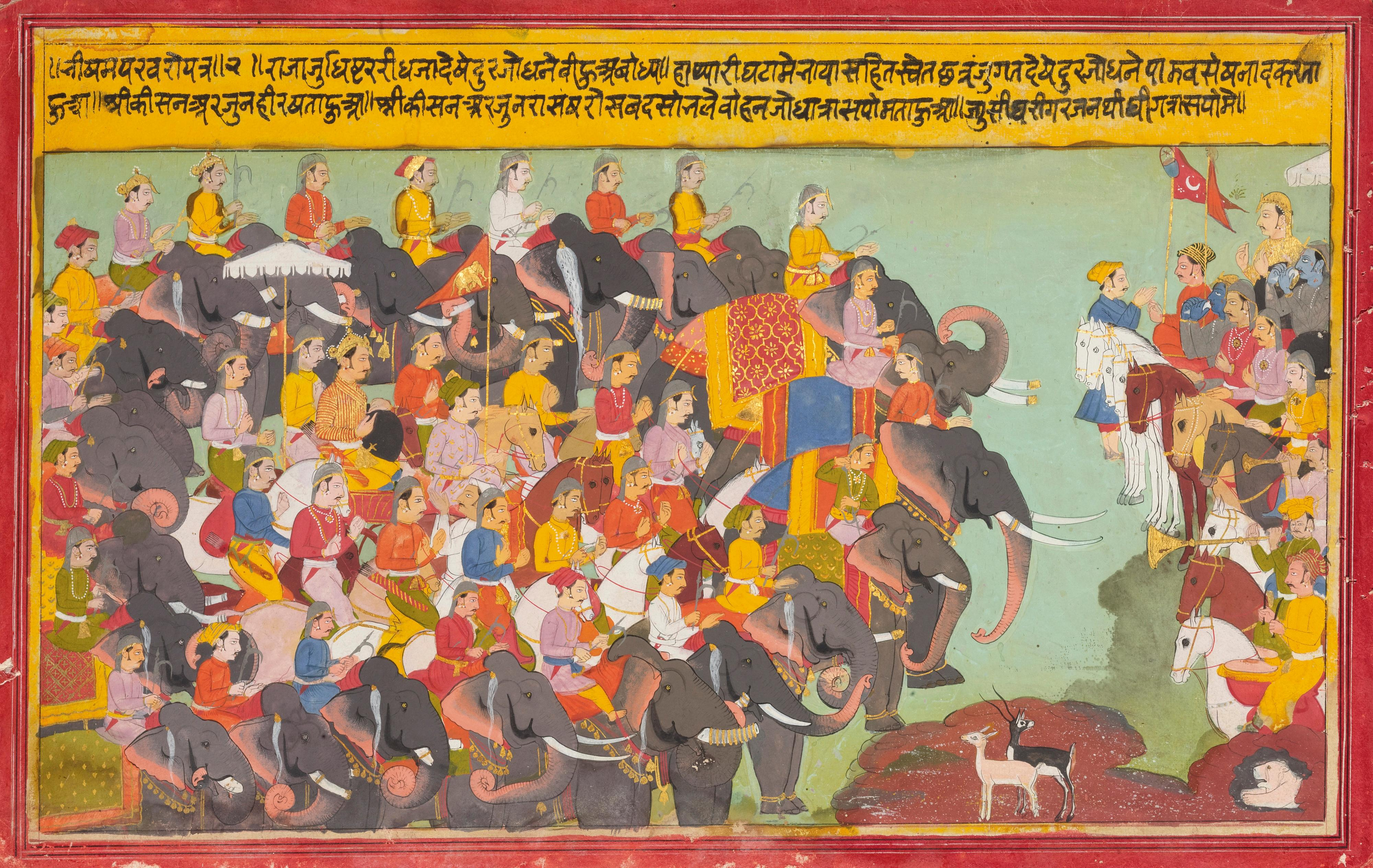
Кауравы на слонах против Пандавов на конях в битве на Курукшетре. Иллюстрация из 6-й книги «Бхишмапарва»

Каура́вы (санскр. कौरव, «потомки Куру») — герои «Махабхараты», сто братьев, сыновья царя Дхритараштры (Слепца) и его жены Гандхари, двоюродные братья и противники благородных Пандавов. Старший из Кауравов — Дурьодхана («с кем трудно сражаться»). Все Кауравы, включая старшего, гибнут в бою на поле Куру («Курукшетра»). Эпос представляет их воплощениями демонов-асуров.
В более общем смысле Кауравы — все потомки древнего царя Куру co столицей в Хастинапурe. Это родовое имя распространяется и на Пандавов, но наиболее часто сказание называет Кауравами именно сыновей Дхритараштры, а в батальных книгах «Махабхараты» (VI—XI) — нередко и весь лагерь их сторонников.

## Повествование
Гандхари желала иметь сотню сыновей, и по обещанию Шивы её свёкор — божественный мудрец Вьяса — даровал ей такую возможность. После двух лет беременности Гандхари узнала, что царица Кунти уже родила сына Юдхиштхиру, претендента на трон Кауравов, и в отчаянии распорола ножом свой огромный живот. Появился ком мяса, который был разделён подоспевшим Вьясой на сто один зародыш. Зародыши были помещены в кувшины с топлёным маслом, где дозревали ещё девять месяцев. Так у царя Дхритараштры и царицы Гандхари появились сто сыновей-Кауравов и одна дочь.
Помимо ста сыновей Гандхари к Кауравам относится и их единокровный брат мудрый Юютсу, родившийся у Дхритараштры от служанки, которая ублажала слепого царя во время затянувшейся беременности его жены. Перед битвой на Курукшетре праведный Юютсу по призыву Юдхиштхиры перешёл на сторону благородных Пандавов, которым он всегда сочувствовал, и яростно сражался со своими братьями.
Кауравы с детства соперничали и враждовали с Пандавами, которые пользовались любовью подданных. Старший Каурава — царевич Дурьодхана — с помощью своего брата Духшасаны, а также дяди Шакуни и побратима Карны, пытался отравить и утопить самого могучего из Пандавов — Бхимасену, а в другой раз — сжечь их вместе с матерью Кунти в специально построенном смоляном доме. Пандавы спаслись и впоследствии создали огромную империю.
Завистливый Дурьодхана хотел умереть, но Шакуни предложил вызвать Пандавов на игру в кости и выиграть их царство. С дозволения царя Дхритараштры так и было сделано. В результате Пандавы лишились царства и по условию игры были отправлены в тринадцатилетнее изгнание. По истечении срока изгнания алчный Дурьодхана, рассчитывая на помощь могучего Карны, отказался вернуть Пандавам их долю царства, и разразилась восемнадцатидневная битва на священном поле Курукшетре. В битве погибли не только все Кауравы, но и их сыновья, так же как и сыновья Пандавов. 